# Vitaly Scherbo
Vital Veniadziktavich Shchierba (en biélorusse, Віталь Венядзіктавіч Шчэрба, en russe Виталий Венедиктович Щербо, Vitali Venediktovitch Chtcherbo) est un gymnaste biélorusse qui remporta 6 médailles d'or aux Jeux de Barcelone en 1992 dont 5 individuelles et le titre par équipes avec la CEI.

## Biographie
À l’âge de sept ans, Vitaly Scherbo, garçon très intelligent mais incontrôlable, fut initié à la gymnastique par sa mère qui voulait canaliser l'énergie de son jeune fils. Reconnaissant son talent, les entraîneurs du club de gymnastique de la ville s'arrangèrent pour l'envoyer dans un internat pour jeunes athlètes. Il continua d'impressionner tout autant que d'exaspérer ses professeurs, faisant des progrès considérables en gymnastique mais refusant toute discipline.
Les premières performances internationales de Scherbo ont lieu pendant la saison 1990-1991, avec l’équipe de l’URSS aux Championnats du Monde et à la Coupe du Monde. Il remporte la médaille d’argent au concours général individuel derrière son coéquipier Grigori Misutin. Il obtient la note maximale de 10 au saut de cheval pendant les Championnats d’Europe en 1990 et est la star des Goodwill Games de Seattle. Cependant, il est à certaines périodes irrégulier et à l’approche des Jeux olympiques de Barcelone en 1992, les entraîneurs de l’Équipe Unifiée le voient moins comme une chance de médaille que ses coéquipiers qui sont plus expérimentés et constants.
Pourtant, comme il l’a fait à plusieurs reprises durant sa carrière, il prouve à ses entraîneurs et au public qu’ils avaient tort. Scherbo gagne six médailles d’or des huit techniquement possible aux Jeux olympiques de Barcelone. Il les gagne grâce au concours par équipes, au concours général individuel, au cheval d'arçon, aux anneaux, au saut de cheval et aux barres parallèles. Michael Phelps et Mark Spitz sont les seuls à avoir gagné plus de médailles d’or que lui lors de mêmes Jeux olympiques, et Phelps et Eric Heiden sont les seuls à avoir gagné autant de médailles d’or en individuel aussi en de mêmes Jeux. Avec son arrogance et sa capacité étonnante à décrocher des performances parfaites dans les moments les plus importants, Scherbo connaît un succès fou auprès du public. Il voyage et accomplit une tournée post-Jeux Olympiques très réussie, avec Shannon Miller et bien d’autres. Sa popularité avec le public américain augmente de manière impressionnante et Scherbo apparaît avec sa compatriote Svetlana Boginskaia dans le clip vidéo de « Revolution Earth » des B-52's.
Peu après les Jeux Olympiques de Barcelone, Scherbo se marie avec Irina et a une fille Kristina. Cependant, la vie en Biélorussie, son pays natal, devient très mouvementée. Lui et sa famille sont souvent persécutés. Ils se font cambrioler leur appartement et se font voler de l’argent, des objets de valeur et des souvenirs des Jeux Olympiques. Heureusement, personne n’était à la maison à ce moment-là. Des semaines plus tard, sa femme Irina entend par hasard dans la rue un malfrat planifiant l’enlèvement de leur fille Kristina. La famille Scherbo se dépêche de faire ses bagages et part pour les États-Unis. Ils s’installent à State College, en Pennsylvanie. Non seulement ce déménagement assure la sécurité de la famille mais permet aussi à Scherbo de profiter de son succès olympique. Le charismatique chouchou des médias obtient des contrats de soutien, des sponsorats et apparaît à l’occasion de galas. Il devient le premier athlète de l’ancienne Union soviétique à réussir à se commercialiser aux États-Unis.
Après son triomphe olympique, il gagne la médaille d’or du concours général individuel aux Championnats du Monde de 1993 et à l’American Cup de 1993 et 1994, ainsi que de nombreuses médailles aux concours par appareil.
1996 est une année difficile pour Vitaly Scherbo. Sa femme Irina est victime d'un grave accident de voiture et souffre de fractures multiples aux côtes et au bassin. Elle tombe dans le coma et ses blessures internes sont tellement graves que les médecins ne lui donnent qu'une chance sur cent de survivre. Vitaly Scherbo reste avec sa femme tous les jours et cesse d’un coup de s’entraîner. Il prend environ sept kilos et commence à boire. Après un mois, Irina se réveille et insiste pour que son mari reprenne l’entraînement pour pouvoir participer à la prochaine saison olympique. Tout comme la guérison miraculeuse d’Irina, Vitaly commence à retrouver sa forme physique et gagne un titre mondial en 1996. Aux Jeux olympiques d’Atlanta en 1996, ses performances reflètent son manque de préparation dû à l’accident de sa femme et sa récente opération de l’épaule. Ses performances sont gâchées par des fautes peu habituelles. Bien que Vitaly soit clairement déçu et frustré par son incapacité à obtenir l’or, il est le favori du public qui voit ses quatre médailles de bronze comme un triomphe impressionnant après une année difficile. Il reçoit un accueil plus que chaleureux de la part du public lors du gala de post-compétition, démontrant sa grande popularité.
Vitaly avait prévu de participer aux Championnats de monde de 1997 mais il se casse la main dans un accident de moto et prend sa retraite peu après. Il vit maintenant à Las Vegas où il possède son propre gymnase.

## Palmarès

### Jeux olympiques
| Épreuve/Année     | Barcelone 1992 | Atlanta 1996 |
| ----------------- | -------------- | ------------ |
| Par équipes       | 1er            | 4e           |
| Concours général  | 1er            | 3e           |
| Exercices au sol  | 6e             | 7e           |
| cheval d'arçons   | 1er            | -            |
| anneaux           | 1er            | -            |
| Saut de cheval    | 1er            | 3e           |
| Barres parallèles | 1er            | 3e           |
| Barre fixe        | -              | 3e           |

### Championnats du monde
| Épreuve/Année     | Indianapolis 1991 | Paris 1992 | Birmingham 1993 | Brisbane 1994 | Dortmund 1994 | Sabae 1995 | San Juan 1996 |
| ----------------- | ----------------- | ---------- | --------------- | ------------- | ------------- | ---------- | ------------- |
| Par équipes       | 1er               |            |                 |               | 4e            | 6e         |               |
| Concours général  | 2e                |            | 1er             | 3e            |               | 2e         |               |
| Exercices au sol  | 2e                | 2e         | 2e              | 1er           |               | 1er        | 1er           |
| cheval d'arçons   | -                 | 1er        | 8e              | -             |               | -          | -             |
| anneaux           | -                 | 1er        | -               | -             |               | -          | -             |
| Saut de cheval    | 2e                | -          | 1er             | 1er           |               | 3e         | 4e            |
| Barres parallèles | 8e                | -          | 1er             | 6e            |               | 1er        | 2e            |
| Barre fixe        | 3e                | -          | 4e              | 1er           |               | 5e         | 3e            |

### Championnats d'Europe
| Épreuve/Année     | Lausanne 1990 | Budapest 1992 | Prague 1994 | Copenhague 1996 |
| ----------------- | ------------- | ------------- | ----------- | --------------- |
| Par équipes       | -             | -             | 1er         | 3e              |
| Concours général  | 5e            | 3e            | -           | 2e              |
| Exercices au sol  | 1er           | 1er           | -           | 1er             |
| cheval d'arçons   | -             | 2e            | -           | -               |
| anneaux           | -             | 2e            | -           | -               |
| Saut de cheval    | 1er           | 1er           | 1er         | 1er             |
| Barres parallèles |               | 3e            | -           | 1er             |
| Barre fixe        | 1er           | -             | 2e          | 3e              |

## Source
- (en) Cet article est partiellement ou en totalité issu de l’article de Wikipédia en anglais intitulé « Vitaly Scherbo » (voir la liste des auteurs).